# Мадімар
Мадіма́р (каз. Мәдімар) — село у складі Байзацького району Жамбильської області Казахстану. Адміністративний центр та єдиний населений пункт Интимацького сільського округу.
У радянські часи село називалося Інтимак.
Населення — 1997 осіб (2021; 2015 у 2009, 2087 у 1999, 2018 у 1989).